# Lathrobium multipunctum
Lathrobium multipunctum är en skalbaggsart som beskrevs av Johann Ludwig Christian Gravenhorst 1802. Lathrobium multipunctum ingår i släktet Lathrobium, och familjen kortvingar. Arten är reproducerande i Sverige.